# 圣樊尚 (意大利)
圣樊尚（法語：Saint-Vincent，法語發音：[sɛ̃ vɛ̃sɑ̃]）是意大利瓦莱达奥斯塔大区的一个市镇。总面积20.81平方公里，人口4829人，人口密度232.1人/平方公里（2009年）。ISTAT代码为007065。